# 로테르담 헤이그 공항
로테르담 헤이그 공항(Rotterdam The Hague Airport, IATA: RTM, ICAO: EHRD)은 네덜란드에서 두 번째로 큰 도시인 로테르담과 행정수도 헤이그를 관할하는 국제공항이다. 자위트홀란트주 로테르담에서 북서쪽으로 3해리 떨어져있으며 네덜란드에서 세 번째로 분주한 공항이다.
2019년 한 해 동안 210만 명이 넘는 승객이 이용했으며 유럽 내 대도시와 휴양지로 향하는 많은 정기편이 있다. 범용 항공 용도로 다양하게 이용되는 로테르담 공항은 비행 클럽과 스카이 다이빙 클럽, 조종사 양성 학교가 위치해 있다.

## 통계

### 주요 노선
| 1 | 런던 시티 공항         | 219,222 |
| 2 | 스페인 바르셀로나 공항 | 154,152 |
| 3 | 스페인 말라가 공항     | 126,034 |
| 4 | 스페인 파로 공항       | 121,494 |
| 5 | 스페인 알리칸테 공항   | 110,239 |
| 출처: http://appsso.eurostat.ec.europa.eu/nui/submitViewTableAction.do 보관됨 2010-04-16 - 웨이백 머신 |                        |         |

## 지상 교통

### 대중교통
로테르담 센트랄역과 공항, Meijersplein 역을 연결하는 33번 버스를 타면 방문할 수 있다. 덴하흐 중앙역이나 로테르담 시내로 가고 싶다면 Meijersplein 역에서 지하철 E 라인으로 환승하는 방법도 있다.

### 자가용
통행량이 많은 A13/E19 도로가 근처에 있다. 자가용으로 쉽게 접근 가능하다.